# Jacek Semaniak
Jacek Robert Semaniak (ur. 30 marca 1964 w Strzelcach Opolskich) – polski fizyk, specjalizujący się w fizyce atomowej i cząsteczkowej, profesor nauk fizycznych, profesor zwyczajny Uniwersytetu Jana Kochanowskiego w Kielcach, rektor tej uczelni w kadencjach 2012–2016 i 2016–2020, od 2020 prezes Głównego Urzędu Miar.

## Życiorys
W 1988 ukończył studia z zakresu fizyki na Wydziale Matematyczno-Przyrodniczym Wyższej Szkoły Pedagogicznej w Kielcach. Doktoryzował się w 1995 w Instytucie Problemów Jądrowych im. Andrzeja Sołtana w Świerku na podstawie pracy zatytułowanej Jonizacja powłoki L jonami węgla i azotu w zderzeniach asymetrycznych. Stopień naukowy doktora habilitowanego uzyskał w 2002 na Uniwersytecie Warszawskim w oparciu o rozprawę Dissociative Recombination in Ion Storage Rings.  Tytuł naukowy profesora nauk fizycznych otrzymał 3 lipca 2012.
Jest autorem kilkudziesięciu publikacji naukowych z zakresu fizyki atomowej i molekularnej, w tym artykułów publikowanych m.in. w „Nature”, „Physical Review Letters”, „Physical Review”, „The Astrophysical Journal”. Od ukończenia studiów związany z kielecką Wyższą Szkołą Pedagogiczną, przekształcaną kolejno w Akademię Świętokrzyską, Uniwersytet Humanistyczno-Przyrodniczy i Uniwersytet Jana Kochanowskiego. W Instytucie Fizyki na Wydziale Matematyczno-Przyrodniczym został kierownikiem Zakładu Fizyki Molekularnej. W 2003 objął stanowisko profesora nadzwyczajnego. Od 2005 do 2008 był prorektorem ds. dydaktycznych i studenckich, a w latach 2008–2012 prorektorem ds. ogólnych kieleckiej uczelni. W 2012 został rektorem UJK, a w 2016 uzyskał reelekcję na drugą kadencję.
W listopadzie 2020 powołany na stanowisko prezesa Głównego Urzędu Miar.

## Odznaczenia
Odznaczony m.in. Złotym Krzyżem Zasługi (2008).